# De Havilland Dolphin
El De Havilland DH.92 Dolphin fue un prototipo de avión de pasajeros biplano ligero británico de la década de 1930, diseñado y construido por la De Havilland Aircraft Company.

## Diseño y desarrollo
El Dolphin fue diseñado como una versión modernizada del De Havilland Dragon Rapide, incorporando ideas del DH.86A de la compañía y del De Havilland Dragonfly, pero utilizando nuevos diseños de conjunto principal. Poseía un morro al estilo del DH.86A para acomodar a dos tripulantes lado a lado y alas de envergaduras aumentadas desiguales, como las del Dragonfly. Apareció por primera vez con el tren de aterrizaje con careados de pantalón de estos primeros transportes biplanos, pero antes del vuelo se le instaló un tren de aterrizaje retráctil, parecido al del DH.88 Comet. Una de las novedades en el acceso de pasajeros fueron las escaleras de a bordo. Estaba propulsado por dos motores de pistón De Havilland Gipsy Six de 152 kW (204 hp). Los depósitos de combustible estaban en las alas, como en el Dragonfly, para evitar el peligro de incendio de los depósitos de las góndolas motoras del Rapide.
Se construyó un prototipo y voló por primera vez el 9 de septiembre de 1936. El diario de a bordo de Geoffrey de Havilland muestra que sólo lo voló una vez más. No se construyeron otros porque resultó ser estructuralmente demasiado pesado y el prototipo fue desguazado en diciembre de 1936.
En una edición de la revista Flight del 10 de septiembre de 1936 se publicó la decisión de suspender el modelo de la siguiente manera:

La Carrera de Sudáfrica tendrá un participante menos, y además un participante muy interesante, ya que la De Havilland Company anuncia que se interrumpirá el diseño del D.H. 92 y que este modelo experimental no se pondrá en producción. Se afirma que el desarrollo del Albatross de cuatro motores, importantes contratos que contribuyen a la expansión de la Real Fuerza Aérea y otras actividades urgentes imponen una gran carga a ciertas secciones de la organización de la Compañía, lo que hace imposible dedicar el personal y el tiempo necesarios para la producción temprana del Dolphin, el nombre de modelo elegido para el nonagésimo segundo diseño de De Havilland. La fabricación y el desarrollo técnico del Dragonfly, del Dragon Rapide y del D.H.86A continuarán, por supuesto, al ritmo de producción necesario para satisfacer las demandas de los operadores de transporte aéreo, y el desarrollo de nuevos modelos comerciales seguirá a la finalización del Albatross.

## Especificaciones
Referencia datos: Jackson

### Características generales
- Tripulación: Dos
- Capacidad: 8 pasajeros[3]
- Longitud: 11 m (36 ft)
- Envergadura: 15,4 m (50,5 ft)
- Altura: 3,1 m (10,2 ft) [3]
- Superficie alar: 36,5 m² (392,9 ft²)
- Peso cargado: 2994 kg (6598,8 lb)
- Planta motriz: 2× motor lineal invertido de 6 cilindros refrigerado por aire De Havilland Gipsy Six Series II.
  - Potencia: 152 kW (210 HP; 207 CV) cada uno.
- Hélices: 1× bipala de paso fijo por motor.

### Rendimiento
- Velocidad máxima operativa (Vno): 258 km/h (160 MPH; 139 kt) (estimada)

## Aeronaves relacionadas

### Desarrollos relacionados
- De Havilland Dragon Rapide

### Secuencias de designación
- Secuencia DH._ (interna de de Havilland): ← DH.89 - DH.90 - DH.91 - DH.92 - DH.93 - DH.94 - DH.95 →